# البارکارام
البارکارام (به لاتین: Albarkaram) یک منطقهٔ مسکونی در نیجر است.